# Luis López Fernández
Luis López Fernández (San Pedro Sula, 13 september 1993) is een Hondurees voetballer die als doelman speelt.

## Clubcarrière
López speelde in de jeugd bij CD Platense en Real España. Bij die laatste club kwam hij in 2013 in het eerste team en werd vaste doelman. Hij debuteerde op 2 september 2013 tegen CD Marathón (1–1). Na een korte periode in de Verenigde Staten, speelt hij sinds 2019 voor Real España in de Liga Nacional de Honduras.

## Interlandcarrière
Hij was jeugdinternational en won met Honduras onder 21 de Centraal Amerikaanse Spelen in 2012. In 2014 werd López opgenomen in de selectie van het Hondurees voetbalelftal voor het wereldkampioenschap voetbal 2014. Luis López maakte nog niet zijn debuut in het Hondurees voetbalelftal. Op 6 mei 2014 maakte bondscoach Luis Fernando Suárez bekend hem desondanks mee te zullen nemen naar het wereldkampioenschap in Brazilië. Hij nam deel aan de Olympische Zomerspelen 2016 waar Honduras vierde werd, en aan de CONCACAF Gold Cup 2015, 2017, 2019 en 2021.
1 López ·
2 O. Chávez ·
3 Figueroa ·
4 Montes ·
5 Bernárdez ·
6 J. García ·
7 Izaguirre ·
8 W. Palacios ·
9 J. Palacios ·
10 M. Martínez ·
11 Bengtson ·
12 Delgado ·
13 Costly ·
14 Ó. García ·
15 Espinoza ·
16 R. Martínez ·
17 M. Chávez ·
18 Valladares ·
19 Garrido ·
20 Claros ·
21 Najar ·
22 Escober ·
23 Beckeles ·
Coach: Luis Fernando Suárez